# Déprime
Ne doit pas être confondu avec Humeur dépressive.
Parfois synonyme de dépression,, la déprime peut aussi être une simple détresse qu'on peut ressentir lorsqu'on vit un événement difficile mais passager ; un pessimisme, fruit d'une surcharge ou d'un burnout,.
Cette déprime peut avoir des effets adaptatifs.